# Druida (classe de personagem)
O druida (no feminino druidesa), em jogos de RPG, é uma classe de personagens típica de cenários de fantasia medieval, dentre os quais se destacam os jogos Dungeons & Dragons (também conhecido de D&D) e Pathfinder Roleplaying Game. O druida é um sacerdote devotado a proteger a natureza. Através de forte ligação com sua patrona natureza, ele é capaz de usar magia divinas, não tomando a energia natural para si, mas sim tornando-se um com ela. Essa relação dá outros poderes, como a capacidade de falar com animais e tomar para si a forma deles. A filosofia de um druida varia. Alguns apenas desejam proteger a natureza que permanece virgem, outros sentem asco da destruição causada pela evolução da civilização, buscando até mesmo destruir cidades para restaurar a glória da natureza. Outros druidas ganham raiva da natureza e acabam por causar uma grande destruição, como o caso de alguns "Corruptores".
Dependendo do cenário, a origem dos poderes de um druida varia. Em alguns, ele consegue seu poder diretamente de sua relação com o ambiente natural. Em outros, vem da relação de adoração do druida a deuses que representam a floresta.

## Visão geral

### Natureza e Vida
Druidas são guardiões e protetores da vida e dos mistérios da natureza.
Quando chamado ao combate, o druida geralmente usa armas que estão relacionadas ao trato da natureza, como foices, bastões e tacapes. Quanto a serem bons ou maus, druidas geralmente tentam ser neutros, como é a natureza, que as vezes dá o alimento de cada dia, mas também pode destruir com a força de uma tempestade. Alguns podem tomar a situação ao extremo, não se importando de matar para proteger seu nicho, mas outros podem guiar viajantes perdidos em suas florestas.

## Origens Criativas
O druida, como classe de personagem, surge pela primeira vez, no RPG Advanced Dungeons & Dragons.

## Características de Classe
A seguir temos uma noção geral das características e habilidades comuns da classe druida na maioria dos jogos de RPG.

### Guardião Natural
Sua função no combate é de "Líder/Suporte" (Cura) e "Agressor" (Dano), mas, dependendo do RPG pode assumir o papel de "Defensor" (Tanque), geralmente assumindo uma forma animal mais robusta nesta situação como um urso ou gorila.